# Alfredo Mostarda
Alfredo Mostarda Filho, plus connu sous le nom d'Alfredo Mostarda ou plus simplement d'Alfredo (né le 18 octobre 1946 à São Paulo au Brésil et mort le 28 mars 2025) est un joueur de football international brésilien jouant au poste de défenseur.

## Biographie

### Carrière en club
Alfredo Mostarda joue dans plusieurs clubs brésiliens, mais également avec un club bolivien.
Avec la Sociedade Esportiva Palmeiras, il remporte deux titres de champion du Brésil.

### Carrière en sélection
Avec l'équipe du Brésil, il joue 2 matchs, sans inscrire de but, en 1974.
Il figure dans le groupe des sélectionnés lors de la Coupe du monde de 1974. Lors du mondial, il joue un match contre la Pologne.

## Palmarès
| \| Palmeiras - Championnat du Brésil (2) : - Champion : 1972 et 1973. - Vice-champion : 1978. - Championnat de São Paulo (2) : - Champion : 1972 et 1974. \| \| Coritiba - Championnat du Paraná (1) : - Champion : 1976. \| |  | - Bola de Prata (1) : - Vainqueur : 1973.                 |
| Palmeiras - Championnat du Brésil (2) : - Champion : 1972 et 1973. - Vice-champion : 1978. - Championnat de São Paulo (2) : - Champion : 1972 et 1974.                                                                       |  | Coritiba - Championnat du Paraná (1) : - Champion : 1976. |